# 크리에이티브 어셈블리
크리에이티브 어셈블리(The Creative Assembly)는 게임을 개발하는 회사이다.
 1987년 8월에 잉글랜드 웨스트서식스주에서 팀 안셀이 창립하였고 초기에 EA스포츠와 협력하여 다양한 게임을 개발하였다. 2000년 크리에이티브 어셈블리의 대표작으로 토탈워 첫 시리즈인 쇼군: 토탈워 발매되었다. 이 게임은 옛날 배경과 사실적인 시스템에 다른 게임에서 볼 수 없었던 신선한 장르로 크게 인기를 끌었다. 2005년 3월 세가의 자회사가 되었으며 이후 토탈 워 시리즈와 바이킹 배틀 포 아스가르드를 개발 및 발매하였다.

## 크리에이티브 어셈블리의 게임
- 1989년 12월 스턴트 카 레이서
- 2000년 6월 쇼군: 토탈 워
- 2001년 9월 쇼군: 토탈 워 - 몽골 인베이전
- 2002년 8월 미디블: 토탈 워
- 2003년 5월 미디블: 토탈 워 - 바이킹 인베이전
- 2004년 9월 로마: 토탈 워
- 2005년 9월 로마: 토탈 워 - 바바리안 인베이전
- 2006년 6월 로마: 토탈 워 - 알렉산더
- 2006년 11월 미디블 II: 토탈 워
- 2007년 4월 미디블 II: 토탈 워 - 킹덤즈
- 2008년 3월 바이킹 배틀 포 아스가르드
- 2009년 3월 엠파이어: 토탈 워
- 2009년 3월 스톰 라이즈
- 2010년 2월 나폴레옹: 토탈 워
- 2011년 3월 토탈 워: 쇼군 2
- 2012년 3월 토탈 워: 쇼군 2: 사무라이의 몰락
- 2013년 9월 토탈 워: 로마 II
- 2015년 2월 토탈 워: 아틸라
- 2016년 2월 토탈 워: 워해머
- 2017년 9월 토탈 워: 워해머 II
- 2018년 5월 토탈 워 사가 : 쓰론 오브 브리타니아
- 2019년 5월 토탈 워: 삼국
- 2020년 토탈 워 사가 : 트로이
- 2022년 토탈 워: 워해머 II